# Milano-Sanremo 1986
La Milano-Sanremo 1986, settantasettesima edizione della corsa, fu disputata il 15 marzo 1986, per un percorso totale di 294 km. Fu vinta dall'irlandese Sean Kelly, giunto al traguardo con il tempo di 6h57'19" alla media di 42,126 km/h.
Presero il via da Milano 232 ciclisti; 112 di essi portarono a termine la gara.

## Percorso
La partenza era posta a Milano, poi il tracciato di gara volse al solito in direzione mare, attraversando tra gli altri i comuni di Pavia, Voghera, Tortona, Novi Ligure e Ovada, prima dell'ingresso in Liguria. Superato il Passo del Turchino, il percorso, all'altezza di Voltri, immise i ciclisti sulla Strada statale 1 (Via Aurelia). Vennero attraversati i comuni di Varazze, Savona, Finale Ligure, Loano e Alassio, e quindi affrontati i tre "capi", nell'ordine Capo Mele, Capo Cervo e Capo Berta (il più alto, 130 m).
Oltrepassato il comune di Imperia, il tracciato condusse i ciclisti prima sull'ascesa della Cipressa (240 m s.l.m.) e poi sull'ultimo strappo, il Poggio (162 m s.l.m., a 4,6 km dall'arrivo). Il traguardo conclusivo, dopo 294 chilometri di gara, era posto, a differenza dell'edizione precedente, subito al termine della discesa del Poggio, in Corso Cavallotti, viale già sede d'arrivo, fino al 1949, della "Classicissima".

## Resoconto degli eventi
Iscritti alla corsa erano 240 ciclisti in rappresentanza di ben 31 squadre, 14 delle quali italiane. Assenti Moreno Argentin, Silvano Contini, Phil Anderson e Stephen Roche, quasi tutti gli altri big del gruppo erano regolarmente al via: Sean Kelly, considerato il principale favorito, Eric Vanderaerden, Francesco Moser, Giuseppe Saronni, Laurent Fignon, Bernard Hinault, Greg LeMond, Eddy Planckaert, il campione in carica Hennie Kuiper, Steven Rooks, Roberto Visentini.
La classica fuga di giornata prese corpo dopo 78 chilometri di corsa, a Tortona: andarono via prima Martin Kemp e Walter Delle Case, poi su di essi si riportarono altri tre ciclisti, Domenico Cavallo, Kim Andersen e Kjell Nilsson. I cinque raggiunsero un vantaggio massimo sul gruppo di 9'10"; già all'altezza del Turchino il margine era però di 6'47", mentre sul Capo Cervo era di soli 2'45". Sul Capo Berta rimasero davanti solo Andersen e Cavallo (gli altri riassorbiti), poi anch'essi vennero ripresi, prima della Cipressa, da cinque inseguitori, Steve Bauer, Marc Madiot, Ad Wijnands, Giuseppe Petito e Steven Rooks. Appena prima del Poggio anche i cinque contrattaccanti vennero riagguantati dal gruppo.
Dopo un nuovo vano tentativo di Bauer, a metà del Poggio, ai meno 5 dall'arrivo, scattò Mario Beccia: lo raggiunsero però prima Greg LeMond e poi Sean Kelly. I tre, con Kelly a tirare a tutta, si lanciarono in discesa verso il traguardo di Corso Cavallotti. Beccia tentò un allungo, ma dovette accontentarsi della terza piazza: allo sprint ebbe facilmente la meglio Kelly davanti a LeMond. Primo successo alla Milano-Sanremo di un irlandese e primo acuto in carriera per Kelly, già vincitore nelle stagioni precedenti di due Giro di Lombardia, una Parigi-Roubaix e una Liegi-Bastogne-Liegi, nella "Classicissima". Giuseppe Saronni vinse la volata del gruppo, quella per il quarto posto («la volata degli stupidi», disse), chiudendo a 23 secondi da Kelly.

## Ordine d'arrivo (Top 10)
| Pos. | Corridore                  | Squadra        | Tempo    |
| ---- | -------------------------- | -------------- | -------- |
| 1    | Sean Kelly                 | KAS-Mavic      | 6h57'19" |
| 2    | Greg LeMond                | La Vie Claire  | s.t.     |
| 3    | Mario Beccia               | Malvor         | s.t.     |
| 4    | Giuseppe Saronni           | Del Tongo      | a 23"    |
| 5    | Bruno Wojtinek             | Peugeot        | s.t.     |
| 6    | Luciano Rabottini          | Vini Ricordi   | s.t.     |
| 7    | Adrie van der Poel         | Kwantum Hallen | s.t.     |
| 8    | Giuseppe Petito            | Gis Gelati     | s.t.     |
| 9    | Rolf Sørensen              | Murella-Fanini | s.t.     |
| 10   | Jean-Philippe Vandenbrande | Hitachi-Marc   | s.t.     |